# Gura Idrici
Gura Idrici – wieś w Rumunii, w okręgu Vaslui, w gminie Roșiești. W 2011 roku liczyła 391 mieszkańców.